# Nagysándor József
Nagysándor József (Nagy-Sándor József, Nagyvárad, 1804. október 17. – Arad, 1849. október 6.) honvéd vezérőrnagy, az aradi vértanúk egyike.

## Életpályája
A Nagyvárad-olaszi római katolikus plébánia irattárában őrzött anyakönyv tanúsága szerint 1803. augusztus 19-én született Sándor József János néven Nagyváradon, szülei Sándor József és Tatzel Jozefa. Összesen nyolcan voltak testvérek, akik közül Józsefen kívül csak Károly és Johanna érték meg a felnőttkort. A Sándor családnév Nagy-Sándorra történő megváltoztatására valamikor 1809 és 1816 között került sor, ennek pontos okát nem tudni.
Tanulmányait a nagyváradi premontrei gimnáziumban kezdte, majd a 4. grammatikai osztályt 1816/1817-ben Pesten, a Piarista Gimnáziumban végezte, végül tanulmányait a  budai egyetemi gimnáziumban fejezte be. Katonai szolgálatát a császári hadseregben kezdte, 1823-tól előbb az ötödik, majd a második huszárezredben szolgált. 1844-ben nyugállományba vonult. 1848-ban ismét szolgálatba állt a magyar hadseregben, őrnagyi kinevezést nyert a Pest vármegyei lovas nemzetőrségnél. Ezután Torontál vármegyébe vonult, ahol október–decemberben sikeresen akadályozta meg az aradi és a temesvári osztrák helyőrségek érintkezését. 1849 januárjában Kiss Ernővel részt vett Pancsova megtámadásában is. A déli harcokban való kiváló teljesítményéért előbb alezredessé majd ezredessé léptették elő. Damjanich Jánossal együtt Kiss Ernő lemondását sürgette. 

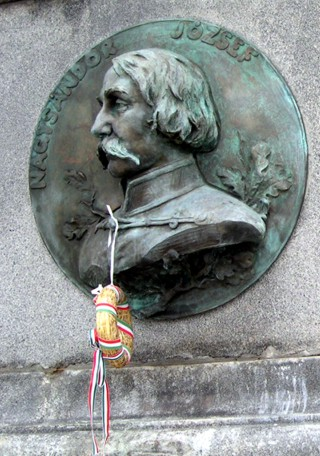
Domborműve az aradi Szabadság-szobor talapzatán

Amikor Damjanich János átvette a bánsági hadtestet, a lovasdandár parancsnoka lett. Először az 1849. március 5-ei szolnoki csatában szétvert ellenség maradványait üldözte. Az ütközetben tanúsított hősiességéért 2. osztályú érdemjellel tüntették ki. 
Damjanich Duna–Tisza közti harmadik hadtestével együtt részt vett a szolnoki, tápióbicskei, isaszegi és váci csatákban, ekkor (április 5-én) tábornokká léptették elő. Részt vett a nagysallói, majd április 26-án a komáromi csatában is. Görgei Artúr táborában harcolt Buda ostromában. Az ószőnyi csatában mint utóvéd játszott szerepet.
A tokaji átkelés után 1849. augusztus 2-án Debrecen mellett megütközött a hatszoros túlerőben lévő cári sereggel, amelytől vereséget szenvedett. Görgeihez Nagyváradon csatlakozott, csapataival Schlik tábornokkal készült megütközni, de Görgei parancsa ebben megakadályozta[forrás?]. Amikor tisztjeivel Lugosnál Bem seregéhez akart csatlakozni, megjelent a Görgei diktátorságáról szóló proklamáció, így követte Görgeit Világosra, ahol letette a fegyvert.
Nem tartozott a Görgeit támogató tisztek közé, többször is felhívta Kossuth Lajos figyelmét a szemmel tartására. A hadtanácsban kijelentette: „hogyha valaki diktátorrá akarna lenni, ő Brutusává válnék”.

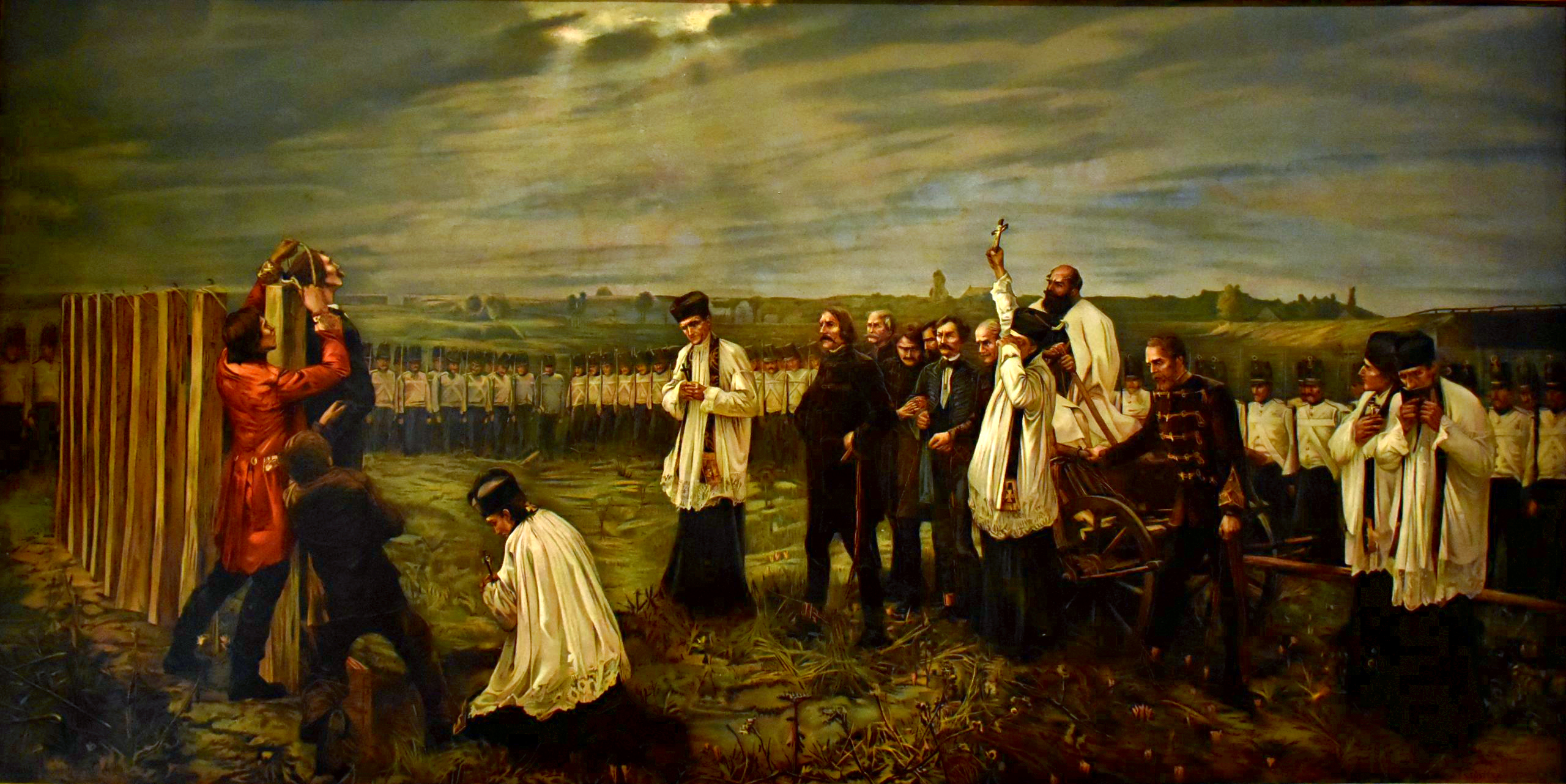
Thorma János: Az aradi vértanúk kivégzése

Aradon kötél általi halálra ítélték, kilencedikként végezték ki (ötödik volt a kötél által kivégzettek sorában).
Nagysándor Imre 

tisztelt kedves Nagy bátyámnak
– Erseki orvos
Kalocsán
Arad, oktober 6-kan 849.

Tisztelt kedves jó Bátyám!

Mit a sors reám mért – nehány óra múlva tűrni fogom – de nyugott lelkiösmérettel s tiszta öntudattal – tsókolom kedves Bátyámnak atyai – kedves jó nénémnek anyai kezeit – köszöntöm tsókolom Emmit, Ninát – Kováts Rózát, Szabó Gyurit gyerekeivel együtt s Csernust – Isten áldása mindnyájokra – kivánja lelkeből Tisztelt kedves Bátyámnak alázatos ötse Józsi

## Emlékezete
Nevét több iskola is őrzi, köztük a budakeszi gimnázium. Vaján, Győrben, Debrecenben Zamárdiban és Tatán utcát neveztek el róla.
Nevét viseli a Magyar Honvédség 43. Nagysándor József Híradó és Vezetéstámogató Ezred Székesfehérváron. Szülővárosában, Nagyváradon a szülőházán lévő emléktábla tiszteleg előtte, ami az ottani október 6-ai megemlékezések egyik helyszíne, továbbá az utca, ahol a ház található, sokáig az ő nevét viselte, a nagyváradi magyarok ma is Nagysándor József (esetenként Nagy Sándor) utcának nevezik.